# تعبيرية

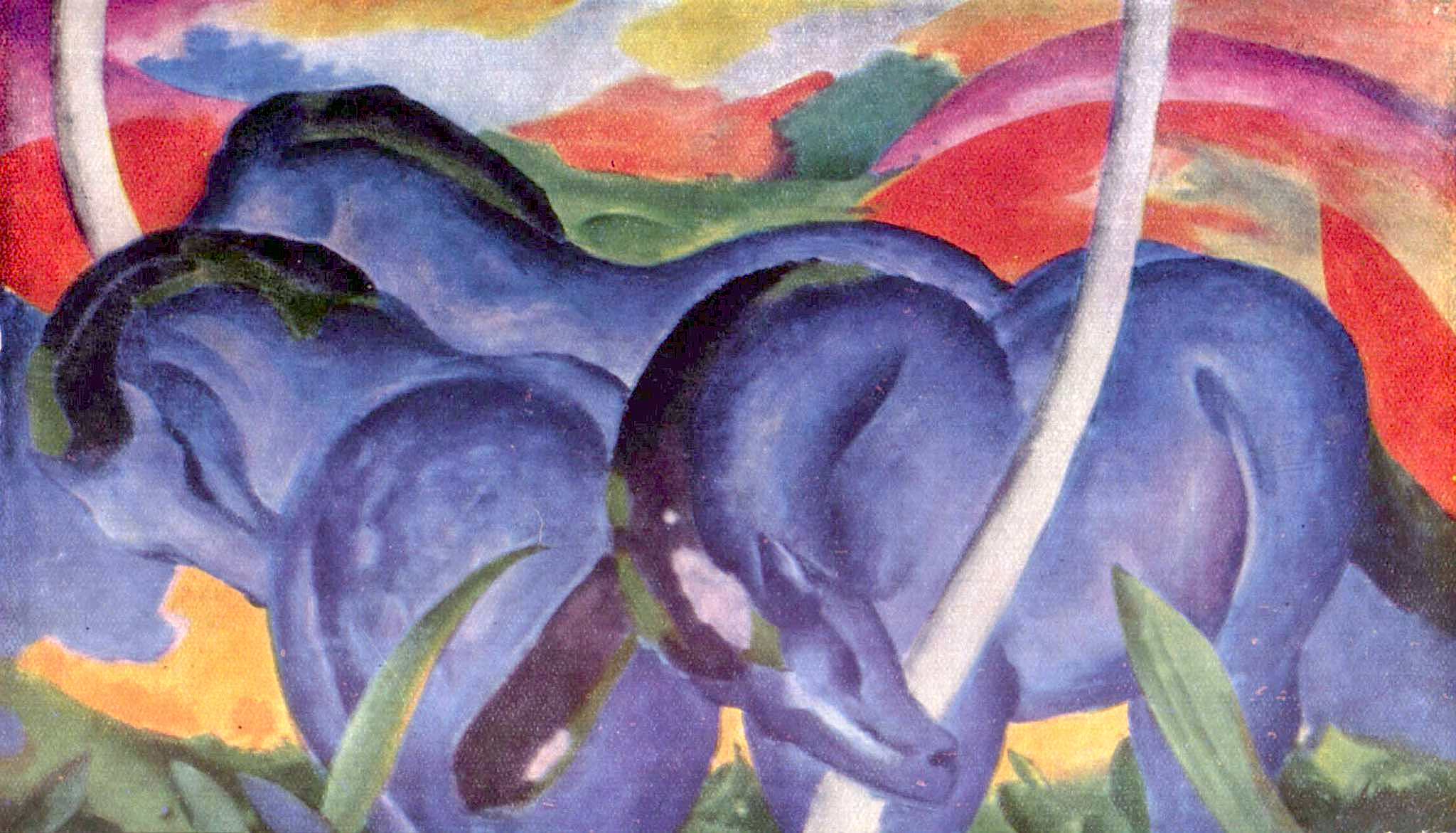
لوحة تعبيرية لفرانتس مارك

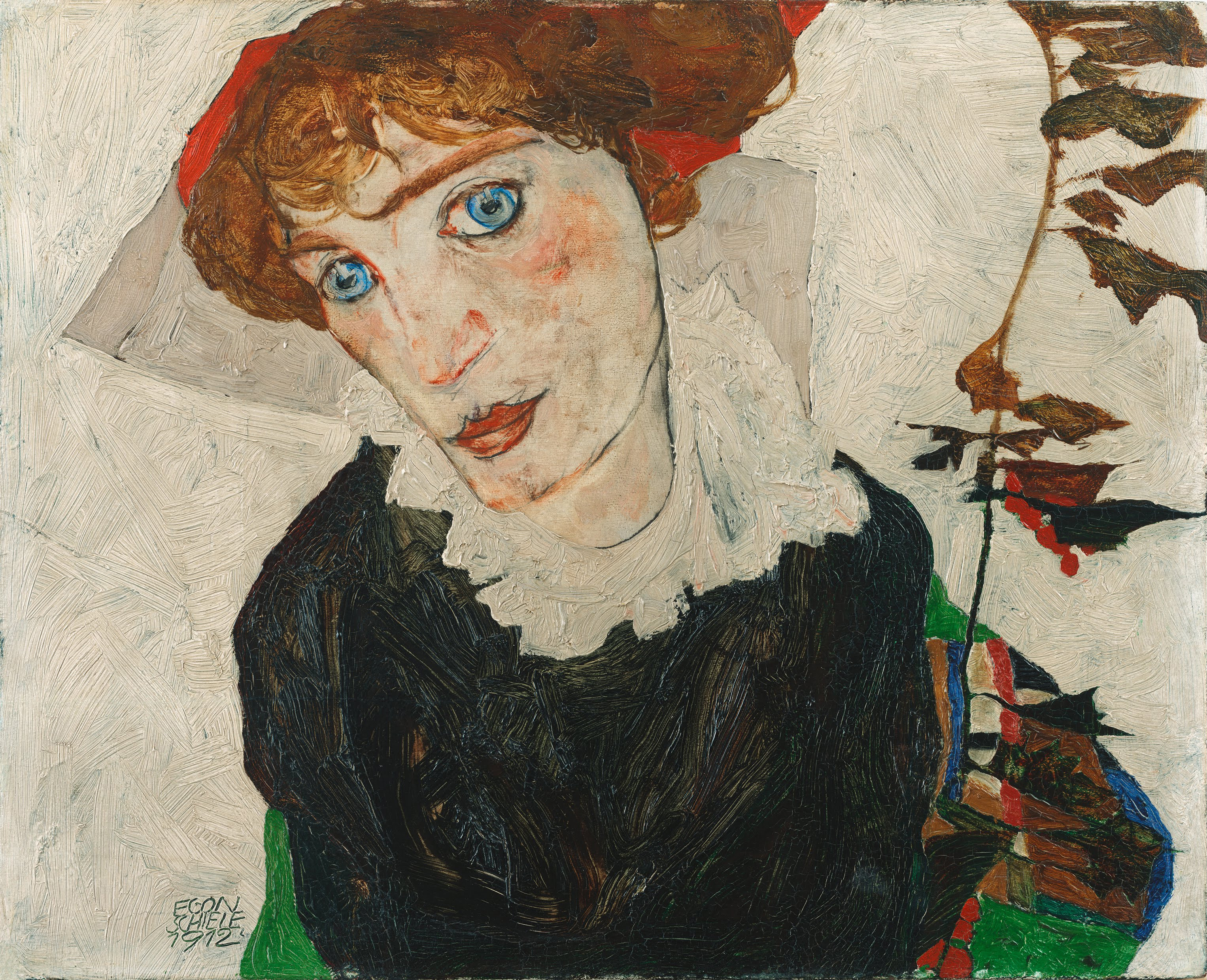
بورتَريهَ والي هي لوحة زيتية من عام 1912 بريشة الرسام التعبيري النمساوي إيغون شيلي. يصور العمل والبورجا «والي» نيوزيل، وهي امرأة التقى بها شيلي في عام 1911 عندما كان يبلغ من العمر 21 عامًا وكان عمرها 17 عامًا. تعتبر «بورترية والي» من أكثر لوحات شيلي روعة. متحف ليوبولد، فيينا.

التعبيرية مذهب الفن يستهدف، في المقام الأول، التعبير عن المشاعر أو العواطف والحالات الذهنية التي تثيرها الأشياء أو الأحداث في نفس الفنان، ويرفض مبدأ المحاكاة الأرسطية، تحذف صور العالم الحقيقي بحيث تتلاءم مع هذه المشاعر والعواطف والحالات، وذلك من طريق تكثيف الألوان، وتشويه الأشكال، واصطناع الخطوط القوية والمغايرات contrasts المثيرة.أشار الناقد جيرالد ويلز بأن المذهب التعبيرى هو أكثر مذهب فنى متأثر بالذاتية المفرطة. وترتبط التعبيرية بالفن الألماني في أواخر القرن التاسع عشر وأوائل القرن العشرين، على الرغم من أن ملامحها تتبدى في بعض الأعمال الفنية التي ترقى إلى العصر الوسيط. من أشهر ممثليها في الرسم فان غوخ van Gogh (في مرحلة من مراحل حياته الفنية) وكوكوشكا Kokoschka، وفي المسرح جورج كايزر Kaiser وبرتولت بريشت Bercht ويوجين أونيل O'neill، وفي الموسيقى ريتشارد شتراوس Strauss. وفي السينما فريتز لانغ.

## تاريخ الحركة التعبيرية
التعبيرية اسم يطلق على حركة فنية جاءت بعد المدرسة التأثيرية، كما يطلق على كل عمل فنى يخضع فيه تمثيل الطببيعة ومحاكاتها للتعبير عن الانفعالات والأحاسيس الذاتية. ويطلق بصفة خاصة على الفنون الحديثة التي تميز بأسلوب فطري، وانطلاق وتغيير وتبديل في العناصر أو الأشكال الطبيعية، لايجاد تأثيرات انفعالية. وفي الأدب كان اتجاه هذه الحركة إلى القيم المعنوية أكثر من تسجيل الأحداث الواقعية لتكون صفة مميزة للمسرحيات والروايات الأدبية.
هي حركة أدبية ظهرت في فرنسا عام 1901 بعد تقييم لوحات لـ (فان كوخ) و (غوغان) كون لوحاتهما تعطي انطباعاً عن الاشياء في لحظة معينة، وسادت في ألمانيا وامتدت من عام 1910إلى عام 1925. وقد انطلقت هذه الحركة من ألمانيا إلى باقى الدول الأوربية. وقد تأثرت الحركة التعبيرية في ألمانيا أسلوبيا بالكاتب السويدى أوجوست سترندبرج والشاعر الأمريكي والت وايتمان، وامتد تأثيرها خارج ألمانيا، ففي روسيا مثلا نجد تشابها كبيرا بين التعبيرية ونظرية «يفيجين فاختانجوف» المعروفة باسم «الواقع الخيالى»، والتي تنتصر لمبدأ تشويه الواقع كوسيلة من وسائل الإبداع والخلق، وترى أن هدف الفن الشرعى هو التعبير عن مشاعر الفنان بدلا من محاكاة الواقع أو الطبيعة.
. أما من ناحية المضمون فقد استند الأدباء التعبيريون إلى الأدباء الروس مثل ليو تولستوي ودستوفسكي. كما أثرت الأعمال الشعرية للشاعر الفرنسي رامبو «الإشراقات» وديوان الشاعر الفرنسي بودلير «أزهار الشر» بشكل حاسم في الأعمال الشعرية المبكرة لعصر التعبيرية.

## أهم مبادئها

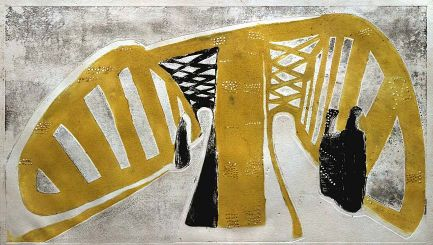
جسر إيلب لرولف نيتش

الثورة على مجتمع تسوده أخلاق زائفة، ورفاهية تعتمد على الاستغلال في الإنتاج الصناعي. وقد وقف أدباء التعبيرية ضد التقدم التكنولوجي وانتقدوا الوضعية في العلوم، ونظروا بعين الشك إلى النزعة الوطنية والعسكرية، وآثارها الاجتماعية السلبية بسبب التحولات السياسية الخطيرة التي تحولت فيما بعد إلى حقيقة مخيفة، عندما نشبت الحرب العالمية الأولى (1914-1918).
ورأى أدباء التعبيرية أن الفرصة الأخيرة لإنقاذ البشرية والعالم من الانهيار، هي تغيير الفرد نفسه فيتغير المجتمع بالضرورة. (إن العالم سيصيح صالحا فقط عندما يصبح الإنسان صالحا) «ك. بينتوس».
وأدباء التعبيرية يهتمون في الأساس بالمضمون والإرادة والموقف الأخلاقى. وأن التجربة الداخلية للفنان والأديب لابد من أن تظهر على السطح في شكل مستفز في أغلب الأحيان (أي من خلال التعبير عما يدور في داخله) فيمكن أن نعد الأسلوب التعبيرى مناقضا للأسلوب التأثيرى الذي يظل مرتبطا بالسطح الخارجي (التأثيرات التي تأتى إلى الفنان من الخارج). وتختلف التعبيرية عن الطبيعية التي تحاكى الواقع الخارجي بشكل مفصل في انها تقتصر على وصف المهم.
واصطبغ الفن والأدب بمشاهد الحرب وانهيار العالم التي انعكست في العمال الفنية والأدبية في ذلك الوقت. وكانت الموضوعات السائدة في الفن والأدب هي رؤى نهاية العالم والطوفان ويوم القيامة.
وقد حاول النازيون أن يمحوا الأدب التعبيرى من الذاكرة قسرا بأن أعلنوا أنه «فن مشوه»، وبالتالى لم تتضح أهمية هذا الأدب إلا بعد عام 1945. ومنذ عام 1950 ظهرت مجموعات عديدة تضم الأدب التعبيرى. وما عدا ذلك فإن المسرح اليوم لا يعرض أعمالا تعبيرية إلا نادرا (باستثناء المسرحيات الكوميدية التي كتبها كارل شترنهايم).

## صحفها
وأصدرت الحركة التعبيرية عدة صحف منها: «العاصفة» و«الفعل» اللتين صدرتا في برلين، وصحيفة «الثورة» في ميونخ و«المسرح» و«الأوراق البيضاء» في لايبزج.

## أهم أدباء عصر التعبيرية
- إرنست بارلاخ
- جوتفريد بن
- جورج هايم
- جورج كايزر
- تيفادار كوسزتكا
- إلزا لاسكر شولر
- كارل شترنهايم
- إرنست توللر
- فرانتس فرفل
- أنتون لاماثاريس

## المصدر
- الموسوعة العربية الميسرة، 1965